# 听我说 (月亮姐姐、王源和洛天依歌曲)
《听我说》是由杨启舫作词，李凯稠、孟可作曲的儿童流行歌曲。该歌曲于2021年中央广播电视总台春节联欢晚会上由月亮姐姐、王源以及虚拟歌手洛天依演唱，这也是洛天依首次登上央视春晚的舞台（由BilibiliUP主人形兎、动点P调校）。
该歌曲旨在呼吁和倡导节约粮食，并且在歌曲开头加上《悯农》的古诗朗诵，使歌曲更有教育意义。
2021年10月1日，周深在中央广播电视总台国庆晚会上演唱这首歌曲，并由132位小伙伴进行了换装表演。